# Monety polskie synów Augusta III Sasa
Monety polskie synów Augusta III Sasa – monety bite przez synów króla Polski i Wielkiego Księcia Litweskiego Augusta III Sasa:
- Fryderyka Krystiana,
- Franciszka Ksawerego oraz
- Klemensa Wacława,

na których umieszczano elementy tytulatury lub herby Rzeczypospolitej Obojga Narodów.
Domknięcie epoki saskiej w numizmatycznej historii Rzeczypospolitej Obojga Narodów stanowią emisje monetarne królewiczów synów Augusta III. Pewne elementy umieszczane na tych emisjach pozwalają zaliczyć je do grupy monet sasko-polskich emitowanych wcześniej zarówno przez Augusta II jak i jego syna.

## Monety Fryderyka Krystiana
Po śmierci Augusta III, w 1763 r. elektorem saskim został najstarszy, żyjący syn – Fryderyk Krystian, który panował niecały rok, umierając pod koniec 1763 r. W czasie jego panowania działały mennice w Dreźnie i Lipsku. Monety sygnowano inicjałami zarządców:
- E.D.C (Ernest Dietrich Croll) albo I.F.ö.F (Johan Friedrich ö Feral) z mennicy lipskiej oraz
- F.W.ö.F (Friedrich Wilhelm ö Feral) z zakładu w Dreźnie.

Na emitowanych monetach królewskie pochodzenie elektora saskiego podkreślane było zarówno poprzez ukoronowaną tarczę z herbami Polski, Litwy i Saksonii, jak i tytulaturę władcy:

D(ei) G(ratia) FRID(ericus) CHRIST(ianus) PR(inceps) R(egius) POL(oniae) ET L(ithuaniae) DVX SAX(oniae) JUL(iciae) CL(iviae) MONT(ium) A(ngariae) ET W(estphaliae) S(acri) R(omani) I(mperii) ARCHIM(arschallus) ET ELECTOR

(pol. Z Bożej łaski Fryderyk Krystian Królewicz Polski i Litwy, książę Saksonii, Julich, Cleve, Bergu, Engergu i Westfalii, świętego rzymskiego cesarstwa arcymarszałek i elektor).
Na grubszych gatunkach pełny tytuł władcy pojawiał się zarówno na awersie (początek) jak i na rewersie (koniec), na drobniejszych – umieszczano tylko jego początkową część.

### Lista monet sasko-polskich Fryderyka Krystiana

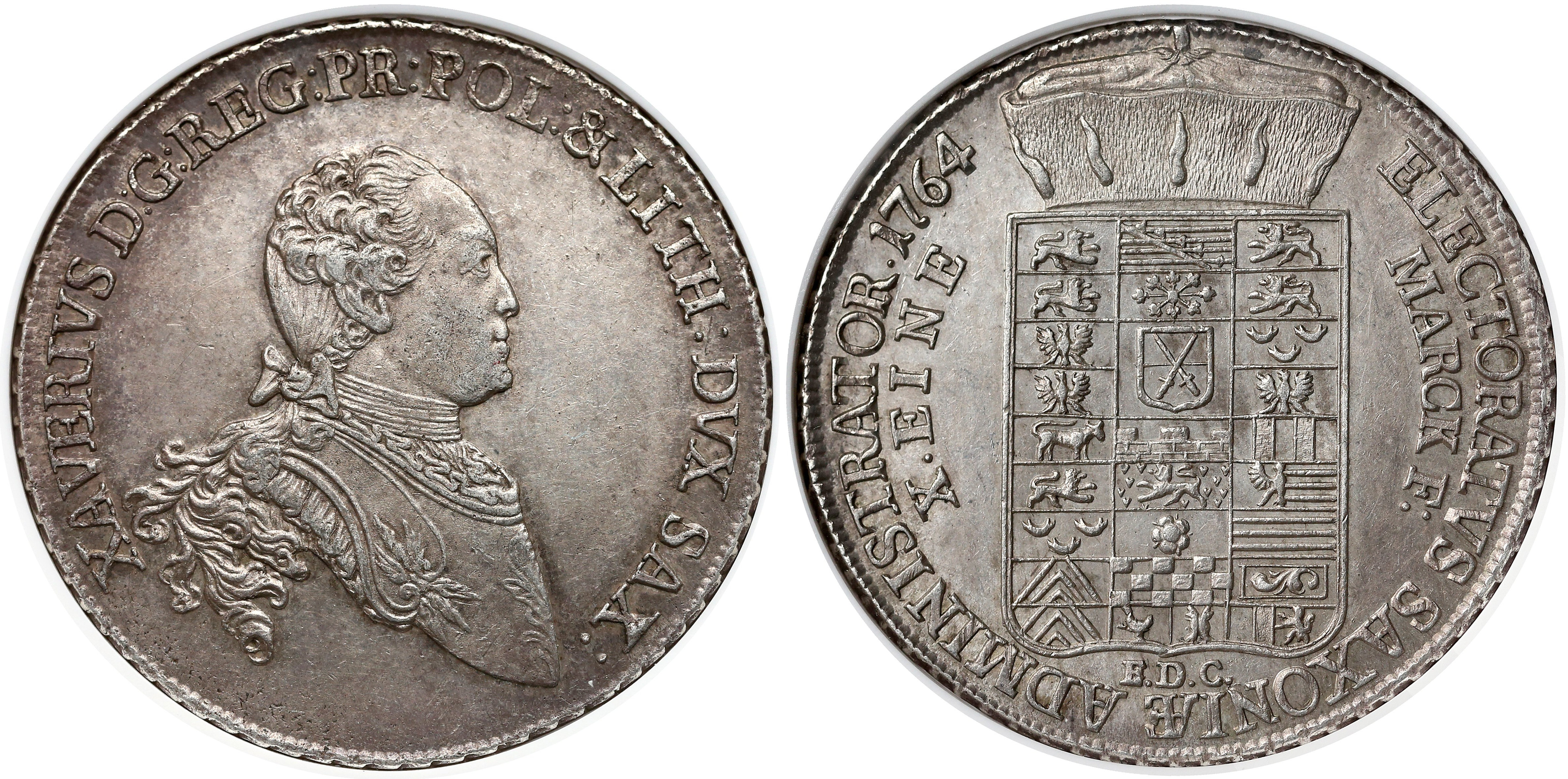
talar Ksawerego (1764)

### Lista monet sasko-polskich Fryderyka Krystiana[4]
| Lp | Nazwa                  | Metal | Średnica (mm) | Masa (g) | Uwagi                             |
| -- | ---------------------- | ----- | ------------- | -------- | --------------------------------- |
| 1  | 1/48 talara (półgrosz) | Ag    | 18            | 1,1      |                                   |
| 2  | 1/24 talara (grosz)    | Ag    | 20            | 1,8      |                                   |
| 3  | 1/12 talara (dwugrosz) | Ag    | 22,5 22       | 3,5 3,3  |                                   |
| 4  | ⅔ talara (gulden)      | Ag    | 33            | 13,85    | znane jest również bicie w ołowiu |
| 5  | talar                  | Ag    | 42,5          | 28       |                                   |
| 6  | dukat                  | Au    | 22            | 3,5      |                                   |

## Monety Ksawerego
Po śmierci Fryderyka Krystiana pod koniec 1763 r. na tronie elektora Saksonii zasiadł jego niepełnoletni syn – Fryderyk August III (późniejszy książę warszawski). Do osiągnięcia pełnoletności w jego imieniu rządy sprawował –administrował – stryj, inny z synów Augusta III – Franciszek Ksawery.
W latach 1763–1768 zarządca Elektoratu Saksonii bił monety ze swoją podobizną i imieniem w mennicy w Dreźnie, oznaczane inicjałami zarządcy zakładu Ernesta Dietrich Crolla (E.D.C). Na monetach tych nie umieszczano herbów ani Polski, ani Litwy, natomiast pojawiała się rozbita pomiędzy awers i rewers w skrótowej postaci tytulatura królewicza polskiego, z wykorzystaniem jedynie imienia „Ksawery”:

XAVER(ius) D(ei) G(ratia) R(egia) PR(inceps) POL(oniae) ET L(ithuaniae) DVX SAX(oniae) ELECTORVS SAXON(iae) ADMINISTRATOR

(pol. Ksawery z bożej łaski Królewicz Polski i Litwy, Książę Saksonii, zarządca elektoratu saskiego).

### Lista monet sasko-polskich Ksawerego[7]
| Lp | Nazwa                  | Metal | Średnica (mm) | Masa (g) | Roczniki  |
| -- | ---------------------- | ----- | ------------- | -------- | --------- |
| 1  | 1/24 talara (grosz)    | Ag    | 20            | 2,1      | 1764–1768 |
| 2  | 1/12 talara (dwugrosz) | Ag    | 22,5          | 3,2      | 1764–1768 |
| 3  | 1/6 talara (złotówka)  | Ag    | 26            | 5,4      | 1764–1767 |
| 4  | ⅓ talara (dwuzłotówka) | Ag    | 30            | 6,95     | 1764–1768 |
| 5  | ⅔ talara (gulden)      | Ag    | 34            | 13,8     | 1764–1768 |
| 6  | talar                  | Ag    | 42,5          | 28       | 1764–1768 |
| 7  | dwutalar               | Ag    | 42,5          | 58       | 1766      |
| 8  | dukat                  | Au    | 23            | 3,5      | 1766–1768 |

## Monety Klemensa Wacława
Klemens Wacław, kolejny z synów Augusta III, był w latach:
- 1763–1768 biskupem Ratysbony i Freisingen,
- 1769–1802 arcybiskupem i elektorem Trewiru, administratorem opactwa Prüm, koadiutorem biskupstwa w Elwangen i biskupem w Augsburgu.

W okresie sprawowania przez niego urzędów na bitych monetach od 20 krajcarów w górę umieszczano herby polsko-litewskie oraz tytuły związane z Rzecząpospolitą Obojga Narodów. Monety Klemensa Wacława powstawały w zakładach w: Ganzburg, Koblencji i Neuwied.

### Lista monet sasko-polskich Klemensa Wacława[9]
| Lp | Nazwa        | Metal | Średnica (mm) | Masa (g) | Roczniki                   |
| -- | ------------ | ----- | ------------- | -------- | -------------------------- |
| 1  | 20 krajcarów | Ag    | 28            | 6,6      | 1769                       |
| 2  | półtalar     | Ag    | 35            | 13,8     | 1770, 1773                 |
| 3  | talar        | Ag    | 42–43 38      | 28       | 1768–1769, 1771, 1773 1794 |
| 4  | dukat        | Au    | 22            | 3,5      | 1765, 1770                 |